# گیتار فرضی

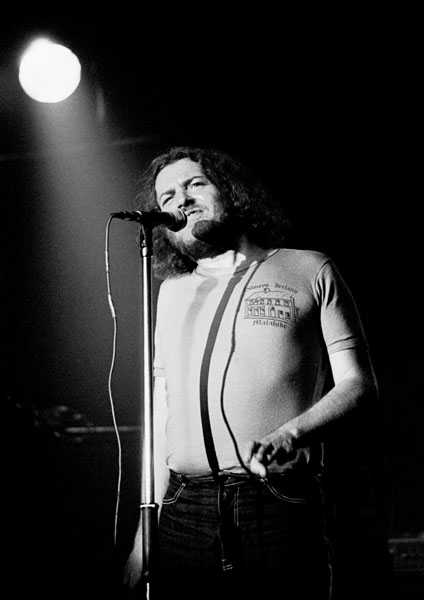
حرکات انگشت جو کاکر به بنا نهادن فرهنگ گیتار فرضی کمک کرد.

گیتار فرضی نوعی رقص و حرکت موزونی است که در آن نوازنده وانمود می‌کند در حال نواختن یک گیتار الکتریک خیالی در سبک راک یا هوی متال می‌باشد. نواختن گیتار فرضی معمولاً با تحرکات اغراق‌آمیز بدن، موسیقی بلند یا لب‌زنی و حرکات انگشتان همراه است. گیتار فرضی به‌طور کلی در شبیه‌سازی خیالی موسیقی بلند گیتار آکوستیک یا الکتریک استفاده می‌شود.
از سال ۱۹۹۶، هرساله مسابقات جهانی نواختن گیتار فرضی نیز برگزار می‌شود. این رقابت‌ها نخستین بار در اولو، فنلاند برگزار شد و فقط در سال‌های ۲۰۲۰ و ۲۰۲۱ به علت دنیاگیری کووید-۱۹ لغو شد.
در سال ۲۰۰۵ دانشجویان دانشگاه آلتو سیستمی را توسعه دادند که می‌تواند با تشخیص حرکات انگشت در نواختن گیتار فرضی، صدای واقعی موسیقی ایجاد کند در نتیجه نوعی گیتار فرضی کاربردی اختراع شد که متشکل از یک جفت دستکش رنگی روشن و یک دوربین مادون قرمز بود و فقط می‌توانست ۶ نت را بنوازد.